# Zapotèque d'Aloápam
Le zapotèque d'Aloápam (ou zapoteco de Aloápam) est une variété de la langue zapotèque parlée dans l'État de Oaxaca, au Mexique.

## Localisation géographique
Le zapotèque d'Aloápam est parlé dans les villes de San Miguel Aloápam (en) et San Isidro Aloápam, dans le nord de l'État de Oaxaca, au Mexique,.